# Bracon corruptor
Bracon corruptor är en stekelart som beskrevs av Szepligeti 1901. Bracon corruptor ingår i släktet Bracon och familjen bracksteklar. Inga underarter finns listade.